# Јово Максић
Јово Максић (Босанско Грахово, 28. јануар 1972) српски је глумац и глумац-аниматор.

## Биографија и каријера
Одрастао је у Книну, где је живео све до прогона Срба из Хрватске, односно операције „Олуја”, након чега долази у Београд и уписује Факултет драмских уметности Универзитета уметности у класи професора Предрага Бајчетића, где дипломира 1998. године.
Од 1997. године био је члан позоришта „Душко Радовић” Београд, радио у Народном позоришту „Стерија Поповић” у Вршцу и у Атељеу 212, а данас је глумац са сталним ангажманом у Београдском драмском позоришту. Глуму је уписао непланирано, а током студирања, са вршачким позориштем је потписао уговор и био њихов стипендиста годину дана.
Прву улогу на телевизији Максић је остварио 2004. године, када се појавио у једној епизоди серије Лифт као електричар, а након тога имао улогу Драгише у филму Гуча! из 2006. године. У филму Слободана Шијана, С. О. С. — Спасите наше душе из 2007. године имао је малу улогу милиционера, а након тога улогу Боре у две епизоде ТВ серије Сељаци. Улогу ратног ветерана остварио је у филму Живот и смрт порно банде, а након тога и улогу Манета у филму Беса, оба премијерно приказана 2009. године. У филму Октобар из 2011. године имао је улогу Драгана, а наредне године улогу Јасниног оца у филму Клип. Остварио је улогу шефа у краткометражном филму Мамци и удице, а након тога и улогу Јове у пет епизода ТВ серије Фолк. Улогу Милета Мајмуна имао је у кратком филму Ноћас ми срце пати, а исте, 2014. године улоге у филмовима Исцељење и  Le Garcon где је играо као отац. Остварио је улогу Митра у једној епизоди ТВ серије Ургентни центар, као и улогу Милана у филму Отаџбина. У филму Мирослава Момчиловића, Смрдљива бајка, Максић је имао мању улогу полицајца, а након тога и улогу Лустера у филму Дневник машиновође из 2016. године. У краткометражном филму Фајронт појавио се као полицајац и у једној епизоди серије Андрија и Анђелка, као водич.
Године 2017. појавио се у кратком филму Грофов мотел, као Војо, а након тога и у филму Јовке Рас, Петак 13., као видовити Деско. Улогу полицајца Данета Максић је тумачио у ТВ серији Убице мог оца, а након тога имао улогу и у филму Терет. Као Романов појавио се у филму Бела врана, а улогу остварио и у филму Предрага Антонијевића, Заспанка за војнике као аустроугарски војник. У српско-хрватској теленовели Погрешан човек остварио је улогу Владимира Рахманова у седам епизода. Као Иван појавио се у ТВ серији Беса, а након тога и у улози српског војсковође Дамјана Поповића у филму Краљ Петар Први. Остварио је улогу и у  краткометражном филму Јесењи валцер, а након тога имао улогу инспектора у филму Није све као што изгледа из 2019. године. Глумио је и у серијама Група и Швиндлери као Гула Чабар, а након тога и у филму Отац. Остварио је улоге у ТВ серијама Јужни ветар као Живац и Тајкун као портир. Улогу Косте имао је у серији Кости, као и улогу у филму Сеновити Медитеран.
Остварио је улоге у представама као што су: „Лилиом”, „Сумрак богова”, „Ружни прљави, зли”, „Тркач”, „Лажеш Мелита”, „Страшне приче браће Грим”, „Ричард на тобогану”, „Бунар”, „Скоро свако може да падне (осим чапље)”, „Алиса у земљи чуда”, „Вештице”, „Палилулски роман” и другим.
Током каријере остварио је запажен број позоришних, телевизијских и филмских улога.

## Награде
- Стеријина награда за глумачко остварење за улогу у представи „Бунар” Стеријино позорје, Нови Сад (2012)[13]
- Награда за улогу у представи „Бунар” Театар фест Петар Кочић, Бањалука (2012)[14]
- Златни ловоров вијенац за најбоље глумачко остварење за улогу у представи „Бунар” 52. Интернационални театарски фестивал МЕСС, Сарајево (2012)[15]

## Филмографија
| Год.       | Назив                           | Улога                      |
| ---------- | ------------------------------- | -------------------------- |
| 2000-е     |                                 |                            |
| 2004.      | Лифт                            | први електричар            |
| 2006.      | Гуча!                           | Драгиша                    |
| 2007.      | С. О. С. — Спасите наше душе    | милиционер                 |
| 2009.      | Сељаци                          | Бора/младин отац           |
| 2009       | Горки плодови                   | Феђа Мунижаба              |
| 2009.      | Живот и смрт порно банде        | ратни ветеран, друга жртва |
| 2009.      | Беса                            | Мане                       |
| 2010-е     |                                 |                            |
| 2011.      | Октобар                         | Драган                     |
| 2012.      | Клип                            | Јаснин тата                |
| 2014.      | Мамци и удице                   | шеф                        |
| 2014.      | Фолк                            | Јова                       |
| 2014.      | Ноћас ми срце пати              | Миле Мајмун                |
| 2014.      | Исцељење                        |                            |
| 2014.      |                                 | отац                       |
| 2015.      | Ургентни центар                 | Митар                      |
| 2015.      | Отаџбина                        | Милан                      |
| 2015.      | Смрдљива бајка                  | полицајац I                |
| 2016.      | Дневник машиновође              | Лустер                     |
| 2016.      | Фајронт                         | полицајац I                |
| 2016.      | Андрија и Анђелка               | водич                      |
| 2017.      | Мотел                           | Војо                       |
| 2018.      | Петак 13.                       | видовити Деско             |
| 2018       | Убице мог оца                   | полицајац Дане             |
| 2018.      | Терет                           |                            |
| 2018.      | Бела врана                      | Романов                    |
| 2018.      | Заспанка за војнике             | аустроугарски војник       |
| 2018       | Погрешан човек                  | Владимир Рахманов          |
| 2019.      | Беса (ТВ серија)                | Иван                       |
| 2019.      | Краљ Петар Први                 | Дамјан Поповић             |
| 2019.      | Јесењи валцер                   | човек                      |
| 2019.      | Није све као што изгледа        | инспектор                  |
| 2019.      | Група                           | Креза                      |
| 2019—2020  | Швиндлери                       | Гула Чабар                 |
| 2020-е     |                                 |                            |
| 2020.      | Отац                            | Горан                      |
| 2020.      | Дара из Јасеновца               | Младен                     |
| 2020.      | Јужни ветар                     | Живац                      |
| 2020.      | Тајкун                          | портир                     |
| 2020.      | Кости                           | Коста Говоруша             |
| 2020−2023. | 12 речи                         | инспектор Пешић            |
| 2021.      | Тајне винове лозе               | Жути                       |
| 2021.      | Клан                            | Архитекта Вељко            |
| 2021.      | Црна свадба                     | Саша                       |
| 2021-2025. | Радио Милева                    | Срећко                     |
| 2021.      | Дрим тим                        | Стевица                    |
| 2021.      | Азбука нашег живота             | Јован                      |
| 2021.      | Адвокадо                        | водитељев отац             |
| 2021.      | Лихвар                          | Кантар                     |
| 2022.      | Луча                            | Петар                      |
| 2022.      | Траг дивљачи                    | Јеленко Калчић             |
| 2023.      | Олуја                           | Илија                      |
| 2023.      | Дара из Јасеновца (мини-серија) | Младен                     |
| 2023.      | Oлуја (ТВ серија)               | Илија                      |
| 2023.      | Момак и девојке                 | Јованин отац               |
| 2023.      | Посета                          | стражар у затвору          |
| 2023.      | Хероји Халијарда                | Миладин Бркић              |
| 2023.      | Тунел                           | Живота                     |
| 2023.      | Кафана на Балкану               | Коле                       |
| 2023.      | Државни посао                   | Млађо                      |
| 2024.      | Недеља                          | командир                   |
| 2024.      | Кожа (ТВ серија)                | Жарко Којић                |
| 2024.      | Ваздушни мост                   | Миладин Бркић              |
| 2024.      | Време смрти (ТВ серија)         | Драгутин                   |
| 2024.      | Лазарев пут                     |                            |
| 2024.      | Нобеловац                       | Сава Поповић Глиста        |
| 2024.      | Воља синовљева                  |                            |
| 2024.      | Недеља (ТВ серија)              | Станко                     |
| 2025.      | Мраз                            |                            |
| 2025.      | Излет                           | кувар                      |
| 2025.      | Повратак Жикине династије       | Саша                       |

## Галерија
- Мало позориште "Душко Радовић", Београд, "Степа", 2008, Раде Ћосић, Никола Протулипац, Зоран Миљковић, Јово Максић
- Мало позориште "Душко Радовић", Сцена за младе, "Ричард на Тобогану", 2010, фото Ђорђе Томић - Димитрије Илић, Јово Максић, Маријана Вићентијевић Бадовинац
- Мало позориште "Душко Радовић", Београд, Андерсенови кувари, 2005, Јово Максић, Никола Протулипац, Горан Баланчевић
- Мало позориште "Душко Радовић", Београд, "Принцеза на зрну грашка", 2013, фото Соња Жугић -  Дамјан Кецојевић, Јово Максић
- Мало позориште "Душко Радовић", Београд, "Принцеза на зрну грашка", 2013, фото Соња Жугић - Милош Анђелковић, Дамјан Кецојевић, Јово Максић

- Мало позориште "Душко Радовић", Београд,; "Пола-Пола", 2011 - Бојан Лазаров, Јово Максић, Маријана Вићентијевић Бадовинац
- Мало позориште "Душко Радовић", Београд, "Камени цвет", 2015, фото Жељко Синобад - Јово Максић, Алек Родић
- Мало позориште "Душко Радовић", Београд, "Камени цвет", 2015, фото Жељко Синобад - Јово Максић, Душица Синобад